# Reunión de superados
Reunión de superados será una telenovela dramática chilena creada por Rodrigo Bastidas y producida por Mega y Chilefilms. Será estrenada por Mega, sucediendo en el horario a Los Casablanca.

## Sinopsis
Un grupo de padres y apoderados de un exclusivo colegio, donde las apariencias y el estatus jugarán un papel central, abordando temáticas como los amores y desamores, infidelidades, y problemas con sus hijos que asisten a este prestigioso establecimiento.

## Reparto
- Daniela Ramírez como Javiera Echeverría
- Mario Horton como Manuel Morales
- Elisa Zulueta como Teresa Astaburuaga
- Diego Muñoz como Jorge Benavides
- Ignacia Baeza como Matilde Manríquez
- Francisco Reyes como Jaime Astaburuaga
- Luz Valdivieso
- Álvaro Espinoza como Max
- Paloma Moreno como Pilar Rodríguez
- Claudio Castellón como Héctor Núñez[2]
- Julieta Bartolomé como Alessandra Méndez[3]
- Maricarmen Arrigorriaga
- Jaime Omeñaca
- Paulina Hunt como Nancy
- Claudio Olate como Rubén
- Nicolás Mena como Gustavo
- Clara Silvera como Amanda Morales
- Beltrán Izquierdo

## Producción
Las grabaciones comenzaron el 23 de julio de 2025.